# District de Korneuburg
Le district de Korneuburg est une subdivision territoriale du Land de Basse-Autriche en Autriche.

## Géographie

### Lieux administratifs voisins
|  |  |  |
|  |  |  |
|  |  |  |

## Communes

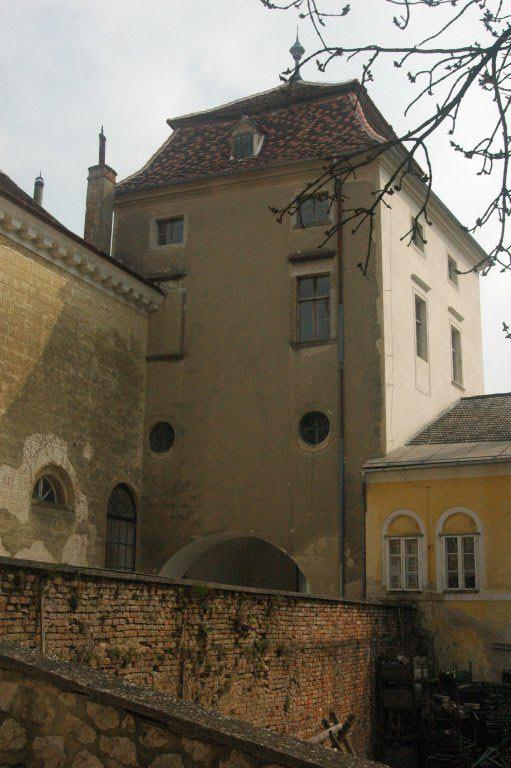
Château Ernstbrunn
Basse-Autriche

Depuis le 1er janvier 2017, le district de Korneuburg est subdivisé en 20 communes :
- Bisamberg
- Enzersfeld im Weinviertel
- Ernstbrunn
- Gerasdorf bei Wien
- Großmugl
- Großrußbach
- Hagenbrunn
- Harmannsdorf
- Hausleiten
- Korneuburg
- Langenzersdorf
- Leitzersdorf
- Leobendorf
- Niederhollabrunn
- Rußbach
- Sierndorf
- Spillern
- Stetteldorf am Wagram
- Stetten
- Stockerau